# ГендерДок-М
ГендерДок-М (рум. GenderDoc-M) — единственная в Молдавии и одна из старейших на постсоветском пространстве ЛГБТ-организация. Основана в 1998 году. Занимается просветительской деятельностью, юридической, психологической и медицинской (в частности, профилактикой ВИЧ) помощью ЛГБТ-сообществу. Издаёт журнал «Тема» с 2005 года, также был организован культурный ЛГБТ-центр.
С 2002 года ежегодно проводит в Кишинёве гей-прайд «Радуга над Днестром». Член Международной ассоциации лесбиянок и геев, в 2010 году вступила в международное движение Славянского гей-прайда.
Значимая часть активной деятельности организации — судебные процессы против публичных проявлений гомофобии. В частности, организация выиграла иск у телекомпании Pro TV, а многолетняя судебная тяжба с епископом РПЦ Маркеллом, требовавшим запретить представителям сексуальных меньшинств «работать в воспитательных учреждениях, больницах и местах общественного питания», была выиграна юристами «ГендерДок-М» в двух первых инстанциях, однако это решение отменила Высшая судебная палата Молдовы.